# Jordan Pruitt
Jordan Lynne Pruitt (Loganville, Georgia; 19 de mayo de 1991) es una cantante y compositora estadounidense. Su sello discográfico es Hollywood Records.

## Carrera
Pruitt empezó cantando en coros de iglesias, donde su padre era el dirigente. Ella escribía canciones cristianas a los 9 años. Cantó por años en el coro de Atlanta.
Ella fue descubierta a los 13 años por un productor en Franklin, Tennessee cuando ella muy pronto fue descubierta por el canal, Disney Channel. Su sencillo debut fue "Outside Looking In," que apareció en la película original de Disney Channel, Read It and Weep; fue tan popular esta canción que apareció en el álbum, Girl Next.
Luego su canción "We Are Family" apareció en la película, Air Buddies y su nuevo sencillo, "Jump to the Rhythm" apareció en la película original de Disney Channel, Jump In! protagonizada por Corbin Bleu.
Su álbum debut, No Ordinary Girl (No soy una chica ordinaria), fue lanzado el 6 de febrero de 2007. Su álbum debutó en el número #64 en la lista , Billboard 200 con 14,000 copias vendidas en tan sólo una semana. Grabó su tercer álbum de estudio. En el mes de abril de 2011, Jordan dio a conocer su primer sencillo de su tercer álbum. El título del sencillo es Shy Boy.

## Vida personal
Pruitt es cristiana. Pruitt ha hablado sobre su fe, "la única cosa que hace que me centre a diario es Jesús...".
En mayo de 2014 Pruitt se comprometió con su compañero de The Voice, Brian Fuente. Contrajeron matrimonio el 24 de mayo de 2015. Son propietarios del The Aero Bar y AeroBuild en Nashville, Tennessee. En abril de 2020, la pareja anunció que estaban esperando su primer hijo. Su hija Olivia West Fuente nació en septiembre de 2020.
En diciembre de 2018, Pruitt escribió un largo post en Facebook sobre el abuso que había sufrido en la industria musical. Pruitt eventualmente nombre al productor discográfico de Nashville, Keith Thomas, su antiguo mánager, como su abusador en una demanda interpuesta en agosto de 2019.

## Discografía

### Álbumes
| Información |
| --- |
| No Ordinary Girl - Lanzado: 6 de febrero de 2007 (US) - Discográfica: Hollywood Records - Posiciones: #64 US Billboard 200 |
| Permission To Fly - Lanzado: 22 de julio de 2008 (US) - Discográfica: Hollywood Records                                    |